# Sunčev spremnik topline
Sunčev spremnik topline je dio sunčevog toplovodnog sustava koji služi za privremenu pohranu (akumulaciju) toplinske energije koja je prikupljena sunčevim toplovodnim kolektorima. Energija koja se prikuplja od Sunca mora se uskladištiti kako bi se dobila topla voda i onda kada nema Sunca, na primjer po noći ili kada je oblačno. Sunčevo zračenje najčešće nije dovoljno da pokrije sve potrebe za toplom vodom, pa spremnik za potrošnu toplu vodu obično ima ugrađena dva izmjenjivača topline, kojima se dovodi potrebna toplina s dva izvora grijanja: sunčevi toplovodni kolektori i dodatni izvor, kao na primjer kotao na plin, lož ulje ili električni grijač.
Treba razlikovati spremnike s potrošnom toplom vodom od spremnika u kojima se nalazi voda koju izravno zagrijavaju sunčevi kolektori (međuspremnici). Veličina spremnika ovisi o dnevnim potrebama potrošne tople vode (obično 50 litara po osobi). Toplinska izolacija spremnika utječe na gubitke akumulirane topline.

## Ostali dijelovi sunčevog toplovodnog sustava
Ostali dijelovi nužni za nesmetan rad sunčevog toplovodnog sustava su:
- izolirane toplovodne cijevi, koje povezuju kolektore sa spremnicima,
- sunčeva tekućina (najčešće mješavina neškodljivog glikola i vode) ili radni medij kojim se toplina prenosi iz kolektora do spremnika,
- cirkulacijska pumpa, pomoću koje se postiže kruženje tekućine u sustavu,
- izmjenjivači topline, koji prenose dobivenu toplinu sa sunčeve tekućine na potrošnu toplu vodu u spremnicima,
- ventili i sigurnosna oprema,
- osjetnici i diferencijalna elektronika (regulator).[2]

### Regulacija temperature
Diferencijalna elektronika ili regulator, kao dio sunčevog toplovodnog sustava, mora se opremiti elementima (jedinicama) za automatsku regulaciju zbog ispravnog rada cijelog sustava i prilagođavanje zadanim uvjetima (potrebom za toplinom, Sunčevom zračenju, dogrijavanjem). Regulacija se osniva na stalnom mjerenju temperature (u kolektoru, spremniku itd.), na osnovi čega se uključuje ili isključuje cirkulacijska crpka. Osim toga može pokazivati istrošenost magnezijevih anoda u spremniku. 
Vrijednost temperaturne razlike za uključivanje cirkulacijske crpke iznosi uobičajeno 2 – 12 °C, a preporučljiva standardna razlika je 5 – 8 °C. Za isključivanje cirkulacijske crpke je uobičajena temperaturna razlika od 1 do 10 °C, a preporučljiva standardna razlika je 3 °C. 
Osjetnici temperature moraju biti na odgovarajućim mjestima, kako bi se što bolje prenosila odnosno, mjerila temperatura:
- kolektorski osjetnik: smješten je u protoku,
- kotlovski osjetnik: smješten na mjestu najveće temperature,
- osjetnici u spremniku: osjetnik u donjem dijelu spremnika smješten je iznad povratnog voda sunčevog izmjenjivača i osjetnik u gornjem dijelu spremnika smješten je iznad povratnog voda kotlovskog izmjenjivača topline.

### Cijevni sustav
Cijevni razvod služi za povezivanje svih dijelova sunčevog toplovodnog sustava u funkcionalnu cjelinu. Cijevi pri tome mogu biti: bakrene prema standard DIN 1786, čelične ili od umreženog polietilena. Bakrene cijevi prema DIN 1786 najčešće se koriste. Cijevi trebaju biti toplinski izolirane, a kao materijal za toplinsku izolaciju najčešće se koristi predgotovljena cijevna izolacija od polimernog materijala sa strukturom zatvorenih ćelija (do 105 °C). U području izvan zgrade (na otvorenom ) toplinska izolacija mora biti otporna na vremenske utjecaje (vlaga, ultraljubičasto zračenje i drugo).

### Sunčeva tekućina
Sunčeva tekućina je prijenosnik energije koji struji kroz cijevni razvod sunčevog toplovodnog sustava od kolektora do spremnika, gdje predaje toplinu. Nekoliko osnovnih zahtjeva kod sastava sunčeve tekućine:
- veliki specifični toplinski kapacitet,
- mala viskoznost,
- visoko vrelište (više od 120 °C ),
- nisko ledište (niže od – 20 °C ),
- nekorozivnost i agresivost na materijale cijevnog razvoda,
- nezapaljivost i neotrovnost,
- biološka razgradivost

Vrste sunčeve tekućine su:
- etilen-glikol se s vodom najčešće miješa u omjeru 35-55%. Udio etilen-glikola od 34% u smjesi omogućava zaštitu od smrzavanja do -20 °C. Smjesa etilen-glikola je s troškovnog gledišta vrlo povoljno rješenje, no valja naglasiti da je etilen-glikol otrovan.
- propilen-glikol se s vodom najčešće miješa u omjeru 35 – 60%. Udio propilen-glikola od 38% u smjesi omogućava zaštitu od smrzavanja do -22 °C. Smjesa propilen-glikola je s troškovnog gledišta skuplji od etilen-glikola, no kako je neotrovan mnogo je sigurniji u primjeni.[4]